# Stanisław Jakubowski (fotograf)
Stanisław Jakubowski (ur. 17 października 1934 w Krakowie, zm. w sierpniu 2025) – polski fotograf, fotoreporter. Członek Gliwickiego Towarzystwa Fotograficznego. Fotoreporter Centralnej Agencji Fotograficznej.

## Życiorys
Stanisław Jakubowski był związany z gliwickim środowiskiem fotograficznym. W latach 1946–1977 mieszkał w Gliwicach. W pierwszej połowie lat 80. XX wieku zamieszkał w Katowicach – po 34 latach osiedlił się ponownie w Gliwicach. Miejsce szczególne w jego twórczości zajmowała fotografia reportażowa (polityczna, społeczna, sportowa). Od 1959 roku jako fotoreporter współpracował z Centralną Agencją Fotograficzną. W 1962 został fotoreporterem w regionalnych Nowinach Gliwickich. W 1966 został etatowym fotoreporterem CAF, w której pracował do 1999 roku.
Stanisław Jakubowski był autorem i współautorem wielu wystaw fotograficznych; indywidualnych, zbiorowych oraz pokonkursowych – w Polsce i za granicą. Był laureatem wielu nagród za zdjęcia reporterskie, fotoreportaże – w kraju i  za granicą. W 1969 otrzymał I nagrodę w konkursie World Press Photo – za fotoreportaż Wyrwani śmierci. W 1973 został uhonorowany tytułem Fotoreportera Roku, w 1974 został Fotoreporterem Roku Centralnej Agencji Fotograficznej. Od 1977 był związany z Gliwickim Towarzystwem Fotograficznym. W 2014 został laureatem Nagrody Wielkiego Splendoru Śląskiej Fotografii Prasowej – nagrody przyznawanej zasłużonym twórcom.
Fotografie Stanisława Jakubowskiego znajdują się m.in. w zbiorach Muzeum w Gliwicach.
Fotograf zmarł w sierpniu 2025 roku w wieku 90 lat. Został pochowany w Gliwicach. 

## Publikacje
- Zawsze blisko. Fotografie prasowe Stanisława Jakubowskiego (2008)[5]

## Odznaczenia
Odznaka Zasłużony dla Polskiej Agencji Prasowej (2024)